# Morcourt (Aisne)
Pour les articles homonymes, voir Morcourt.
Morcourt est une commune française située dans le département de l'Aisne, en région Hauts-de-France.

## Géographie
Morcourt a un village homonyme Morcourt (Somme), commune de 287 habitants située sur la rive gauche de Somme en amont d'Amiens.

### Communes limitrophes

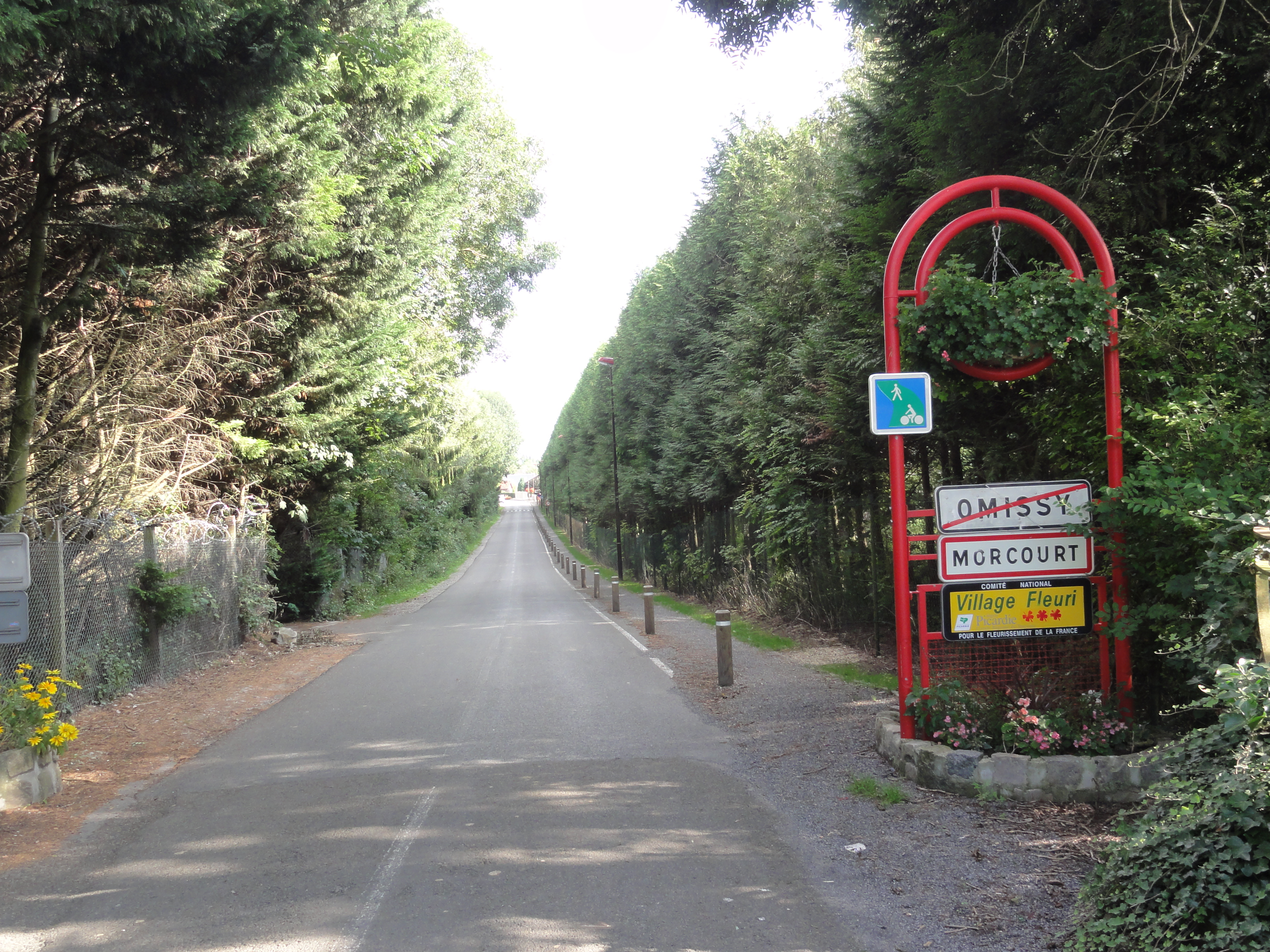
Entrée de Morcourt.

|               | Lesdins          | Remaucourt |
| Omissy        | Morcourt (Aisne) | Homblières |
| Saint-Quentin | Rouvroy (Aisne)  |            |

### Hydrographie

#### Réseau hydrographique
La commune est située dans le bassin Artois-Picardie. Elle est drainée par la Somme la rivière, le canal de St-Quentin vers la Somme le canalisée, le fossé des fontaine ferree et un autre petit cours d'eau.
La Somme est un fleuve du nord de la France, en région Hauts-de-France, qui traverse les deux départements de l'Aisne et de la Somme. Il prend sa source dans la commune de Fonsomme et se jette  dans la Manche par la baie de Somme entre Le Crotoy et Saint-Valery-sur-Somme.
Le canal de Saint-Quentin, long de 92,5 km, assure la jonction entre l'Oise, la Somme et l'Escaut et met en relation le Bassin parisien, le Nord de la France et la Belgique.

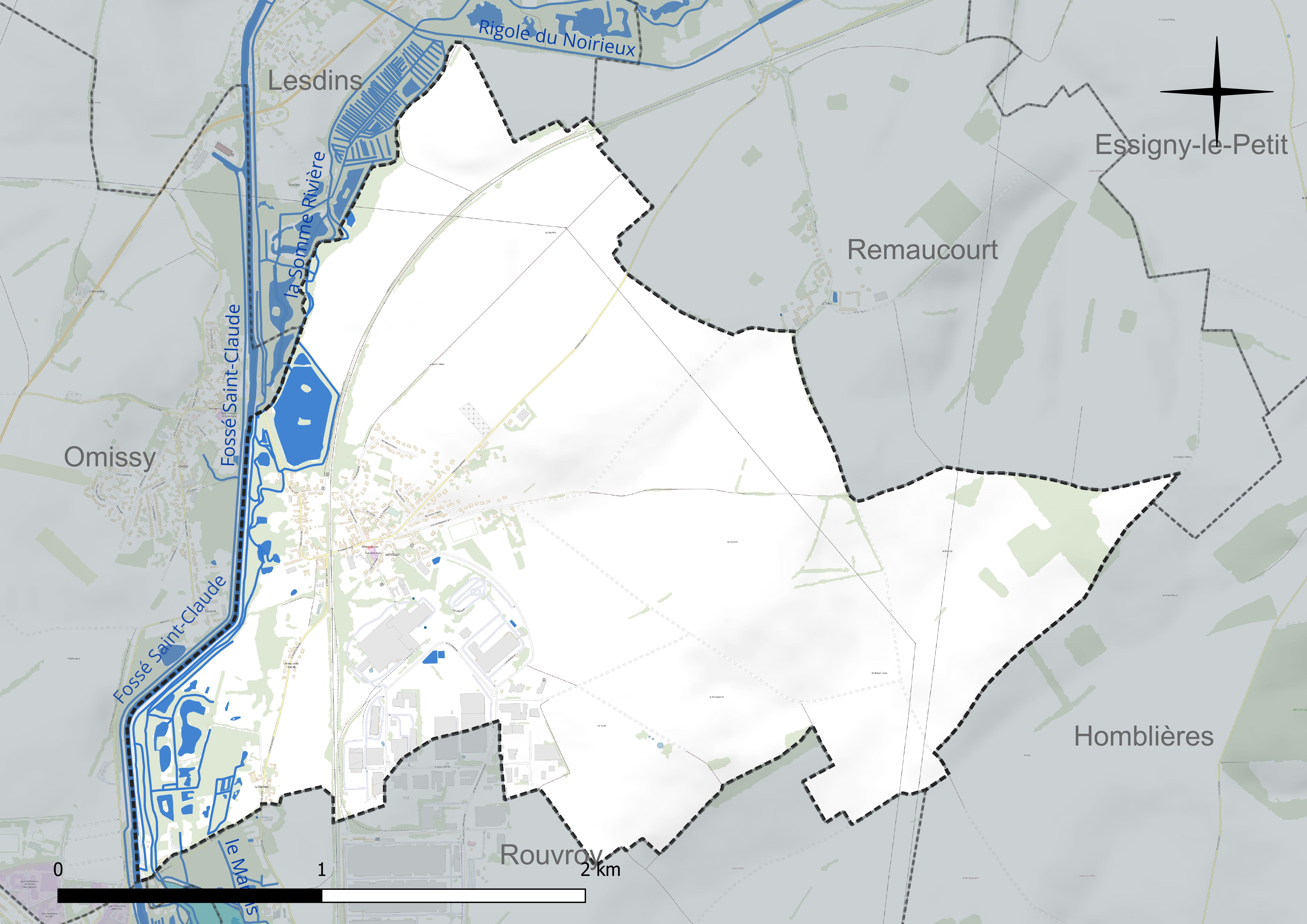
Réseau hydrographique de Morcourt.

#### Gestion et qualité des eaux
Le territoire communal est couvert par le schéma d'aménagement et de gestion des eaux (SAGE) « Haute Somme ». Ce document de planification concerne un territoire de 1 798 km2 de superficie, délimité par le bassin versant de la Haute Somme est constitué d'un réseau hydrographique complexe de cours d'eau, de marais, d'étangs et de canaux. Le périmètre a été arrêté le 21 avril 2006 et le SAGE proprement dit a été approuvé le 15 juin 2017. La structure porteuse de l'élaboration et de la mise en œuvre est le syndicat mixte d'aménagement hydraulique du bassin versant de la Somme (AMEVA).
La qualité des cours d'eau peut être consultée sur un site dédié géré par les agences de l'eau et l'Agence française pour la biodiversité.

### Climat
Pour des articles plus généraux, voir Climat des Hauts-de-France et Climat de l'Aisne.
En 2010, le climat de la commune est de type climat océanique dégradé des plaines du Centre et du Nord, selon une étude du CNRS s'appuyant sur une série de données couvrant la période 1971-2000. En 2020, Météo-France publie une typologie des climats de la France métropolitaine dans laquelle la commune est dans une zone de transition entre le climat océanique et le climat océanique altéré et est dans la région climatique Nord-est du bassin Parisien, caractérisée par un ensoleillement médiocre, une pluviométrie moyenne régulièrement répartie au cours de l'année et un hiver froid (3 °C).
Pour la période 1971-2000, la température annuelle moyenne est de 10,2 °C, avec une amplitude thermique annuelle de 15 °C. Le cumul annuel moyen de précipitations est de 726 mm, avec 12,4 jours de précipitations en janvier et 9,1 jours en juillet. Pour la période 1991-2020, la température moyenne annuelle observée sur la station météorologique la plus proche, située sur la commune de Fontaine-lès-Clercs à 11 km à vol d'oiseau, est de 10,8 °C et le cumul annuel moyen de précipitations est de 683,4 mm,. Pour l'avenir, les paramètres climatiques de la commune estimés pour 2050 selon différents scénarios d'émission de gaz à effet de serre sont consultables sur un site dédié publié par Météo-France en novembre 2022.

## Urbanisme

### Typologie
Au 1er janvier 2024, Morcourt est catégorisée ceinture urbaine, selon la nouvelle grille communale de densité à 7 niveaux définie par l'Insee en 2022.
Elle est située hors unité urbaine. Par ailleurs la commune fait partie de l'aire d'attraction de Saint-Quentin, dont elle est une commune de la couronne,. Cette aire, qui regroupe 120 communes, est catégorisée dans les aires de 50 000 à moins de 200 000 habitants,.

### Occupation des sols
L'occupation des sols de la commune, telle qu'elle ressort de la base de données européenne d'occupation biophysique des sols Corine Land Cover (CLC), est marquée par l'importance des territoires agricoles (72,2 % en 2018), en diminution par rapport à 1990 (78,9 %). La répartition détaillée en 2018 est la suivante : 
terres arables (72,2 %), forêts (10,3 %), zones industrielles ou commerciales et réseaux de communication (8,2 %), zones urbanisées (6,7 %), eaux continentales (2,5 %).
L'évolution de l'occupation des sols de la commune et de ses infrastructures peut être observée sur les différentes représentations cartographiques du territoire : la carte de Cassini (XVIIIe siècle), la carte d'état-major (1820-1866) et les cartes ou photos aériennes de l'IGN pour la période actuelle (1950 à aujourd'hui).

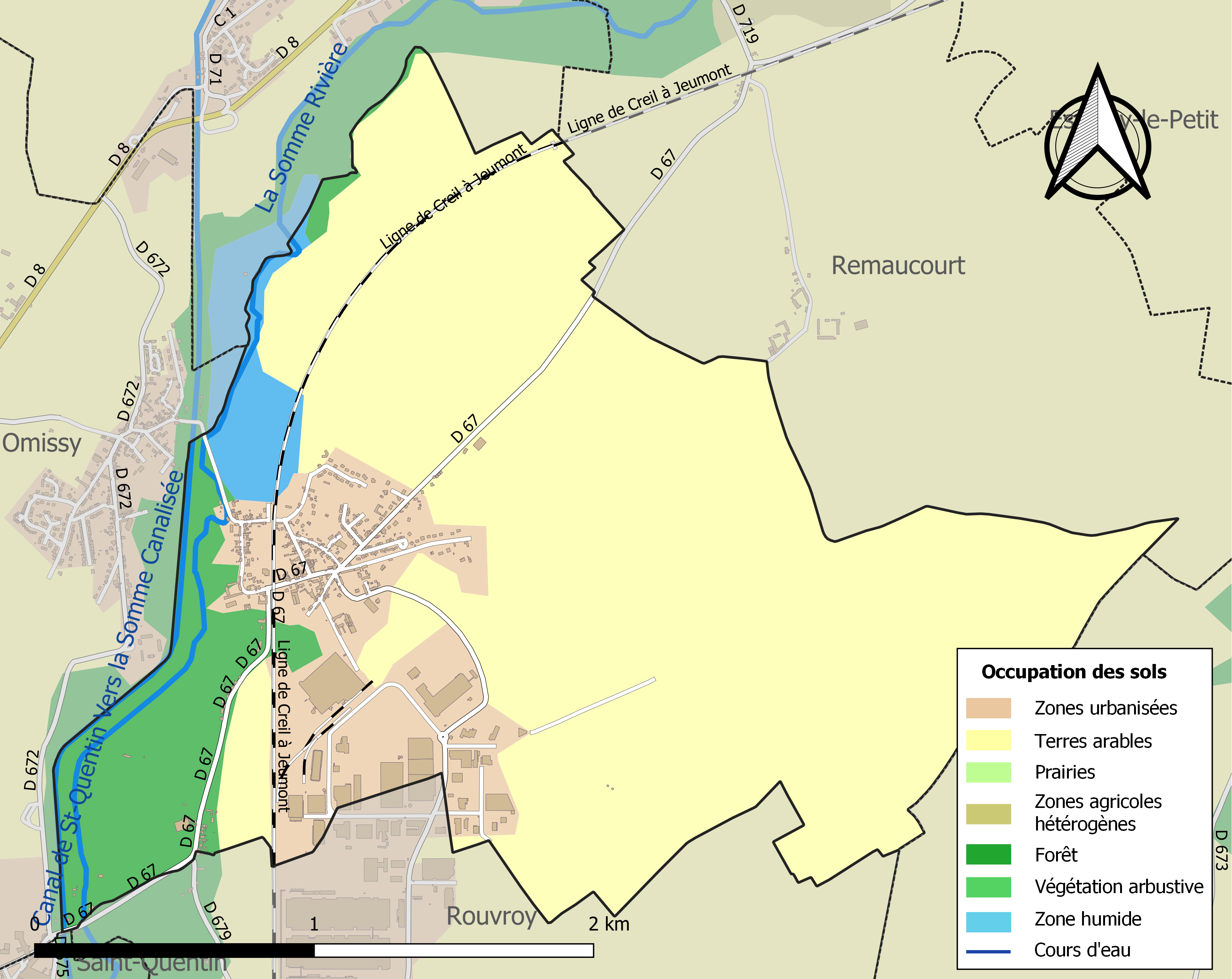
Carte de l'occupation des sols de la commune en 2018 (CLC).

## Toponymie
Le village apparaît pour la première fois en 1145 sous le nom de Maurincurtis dans un cartulaire de l'abbaye d'Homblières. L'orthographe variera ensuite de nombreuses fois en fonction des différents transcripteurs : Morocurt, Moricurtis, Morecurt, Territorium de Mourecourt, Mourcourt, Moircourt, Maurcourt, Moriencourt en 1596, Maurecourt sur la carte de Cassini vers 1750  et enfin l'appellation actuelle Morcourt au XIXe siècle
.

## Histoire
|  |
|  |

 Carte de Cassini 
 
La carte de Cassini ci-contre montre qu'au milieu du XVIIIe siècle, Morcourt est situé sur la rive gauche de la Somme. Une importante retenue d'eau avait été créée pour faciliter la pêche; à son extrémité existait un moulin à eau représenté par une roue dentée.
Première guerre mondiale

Après la bataille des frontières du  7 au 24 août 1914, devant les pertes subies, l'état-major français décide de battre en retraite depuis la Belgique. Le 28 août 1914, les Allemands s'emparent du village et poursuivent leur route vers l'ouest. Dès lors commença l'occupation  qui dura jusqu'en octobre 1918. Pendant toute cette période, Morcourt restera loin des combats, le front se situant à une quarantaine de kilomètres à l'ouest vers Péronne. Le village servira de base arrière pour l'armée allemande.

En février 1917, le général Hindenburg décida de la création d'une ligne défense à l'arrière du front ; cette ligne Hindenburg de fortifications s'appuie sur le canal de Saint-Quentin. Morcourt est dons située juste à l'arrière de cette ligne.
En septembre 1918, devant l'offensive des Alliés sur le front les Allemands cèdent du terrain peu à peu. Le 30 septembre, les troupes anglo-françaises se heurtent à l'armée allemande. Pendant plusieurs jours, le village sera l'objet de nombreux combats. Le village sera finalement libéré le 4 octobre 1918 par le 47è bataillon de chasseurs alpins.

Au cours de ces combats, les bombardements ont provoqué de nombreuses destructions comme le montre l'état de la mairie à la fin de la guerre sur la photo ci-contre.
Après l'Armistice, peu à peu, les habitants évacués sont revenus, mais la population de 480 habitants en 1911 ne sera plus que de 310 en 1921 .
Vu les souffrances endurées par la population pendant les quatre années d'occupation et les dégâts aux constructions, la commune s'est vu décerner la Croix de guerre 1914-1918 (France) le 17 octobre 1920.
Sur le monument aux morts sont inscrits les noms des 20 soldats de la commune morts pour la France ainsi que d'une
victime civile.

## Politique et administration

La communauté d'agglomération du Saint-Quentinois dans le département de l'Aisne.

### Rattachements administratifs et électoraux
La commune se trouve dans l'arrondissement de Saint-Quentin du département de l'Aisne. Pour l'élection des députés, elle fait partie de la deuxième circonscription de l'Aisne.
Elle faisait partie depuis 1801 du canton de Saint-Quentin. Celui-ci a été scindé par décret du 23 juillet 1973 et la commune rattachée au canton de Saint-Quentin-Nord. Dans le cadre du redécoupage cantonal de 2014 en France, elle est désormais intégrée au canton de Saint-Quentin-2.

### Intercommunalité
La commune faisait partie de la communauté d'agglomération de Saint-Quentin, créée fin 1999 et qui et qui succédait au district de Saint-Quentin, créé le 9 février 1960, rassemblant à l'origine 11 communes afin notamment de créer et développer des zones industrielles.
Dans le cadre des dispositions de la loi portant nouvelle organisation territoriale de la République (Loi NOTRe) du 7 août 2015, qui prévoit que les établissements publics de coopération intercommunale (EPCI) à fiscalité propre doivent avoir un minimum de 15 000 habitants (sous réserve de certaines dérogations bénéficiant aux territoires de très faible densité), le préfet de l'Aisne a adopté un nouveau schéma départemental de coopération intercommunale par arrêté du 30 mars 2016 qui prévoit notamment la fusion de la  communauté de communes du canton de Saint-Simon et de la communauté d'agglomération de Saint-Quentin, aboutissant au regroupement de 39 communes comptant 83 287 habitants.
Cette fusion est intervenue le 1er janvier 2017, et la commune est désormais membre de la communauté d'agglomération du Saint-Quentinois.

### Politique locale
À la suite de la démission de 4 conseillers municipaux (dont deux maires-adjoints) en conflit avec le maire début juin 2017, l'effectif du conseil municipal est devenu inférieur au minimum légal, entraînant l'organisation d'élections municipales le 3 et éventuellement le 10 septembre 2017, puis, par voie de conséquence, l'élection du maire de la commune pour la fin de la mandature.

### Liste des maires
| Période                                  | Période                   | Identité              | Étiquette | Qualité                                       |
| ---------------------------------------- | ------------------------- | --------------------- | --------- | --------------------------------------------- |
| Les données manquantes sont à compléter. |                           |                       |           |                                               |
| 1839                                     |                           | Daniel Octave Dambrun |           |                                               |
| Les données manquantes sont à compléter. |                           |                       |           |                                               |
| 1986                                     | 22 juin 2009              | Jean-Jacques Licette  |           | Décédé en fonction                            |
| 18 septembre 2009                        | mai 2020                  | Jean-Pierre Menet     | SE        | Fonctionnaire Réélu pour le mandat 2014-2020, |
| mai 2020                                 | En cours (au 23 mai 2020) | Rose-Marie Bucek      |           |                                               |

### Politique environnementale
Village fleuri : trois fleurs attribuées en 2007 par le Conseil des Villes et Villages Fleuris de France au Concours des villes et villages fleuris. En 2015, la commune n'est plus classée à ce concours.

## Population et société

### Démographie
L'évolution du nombre d'habitants est connue à travers les recensements de la population effectués dans la commune depuis 1793. Pour les communes de moins de 10 000 habitants, une enquête de recensement portant sur toute la population est réalisée tous les cinq ans, les populations de référence des années intermédiaires étant quant à elles estimées par interpolation ou extrapolation. Pour la commune, le premier recensement exhaustif entrant dans le cadre du nouveau dispositif a été réalisé en 2006.

En 2022, la commune comptait 545 habitants, en évolution de −5,05 % par rapport à 2016 (Aisne : −1,97 %, France hors Mayotte : +2,11 %).
| 1793 | 1800 | 1806 | 1821 | 1831 | 1836 | 1841 | 1846 | 1851 |
| ---- | ---- | ---- | ---- | ---- | ---- | ---- | ---- | ---- |
| 312  | 304  | 283  | 332  | 425  | 466  | 487  | 516  | 505  |

| 1856 | 1861 | 1866 | 1872 | 1876 | 1881 | 1886 | 1891 | 1896 |
| ---- | ---- | ---- | ---- | ---- | ---- | ---- | ---- | ---- |
| 528  | 588  | 572  | 537  | 523  | 493  | 515  | 501  | 458  |

| 1901 | 1906 | 1911 | 1921 | 1926 | 1931 | 1936 | 1946 | 1954 |
| ---- | ---- | ---- | ---- | ---- | ---- | ---- | ---- | ---- |
| 468  | 468  | 480  | 310  | 436  | 435  | 433  | 412  | 439  |

| 1962 | 1968 | 1975 | 1982 | 1990 | 1999 | 2006 | 2011 | 2016 |
| ---- | ---- | ---- | ---- | ---- | ---- | ---- | ---- | ---- |
| 429  | 398  | 586  | 562  | 580  | 578  | 563  | 602  | 574  |

| 2021 | 2022 | - | - | - | - | - | - | - |
| ---- | ---- | - | - | - | - | - | - | - |
| 556  | 545  | - | - | - | - | - | - | - |

### Sports
L'association Sports et Loisirs organise une course nature, « À la découverte des sources de la Somme ». La 7e édition a eu lieu en juillet 2016, autour de deux circuits, de 19 et de 10 km comprenant beaucoup de chemins qui ont emmené les concurrents à la découverte des sources de la Somme (fleuve).

## Économie

### Commerces et services
La commune ne comprend plus de commerces, si ce n'est un café. Celui-ci assure depuis 2015 la fonction de point poste, habilité aux fonctions postales (vente de timbres à usage courant, d'enveloppes prêtes à poster et d'emballages Colissimo, dépôt des objets y compris recommandés, affranchissement, retrait de lettre et colis en instance, services de proximité).

### Activités industrielles
Une zone industrielle est située à Rouvroy-Morcourt.
Elle comprend notamment l'usine Décapage de l'Aisne, PME de 18 salariés en 2015 implantée sur le site depuis 1987, spécialisée dans l'élimination de peintures et laques sur tout type de métaux (bras d'essuie-glace, jantes, pièces d'assemblage de voiture, etc.),.

## Culture locale et patrimoine

### Lieux et monuments
- Église Saint-Médard, reconstruite après la Première Guerre mondiale.
- Monument aux morts.
- Stèle d'un soldat mort au Sénégal, 1885.
- Sur la mairie, une plaque commémorant des déportés évadés, 1944.

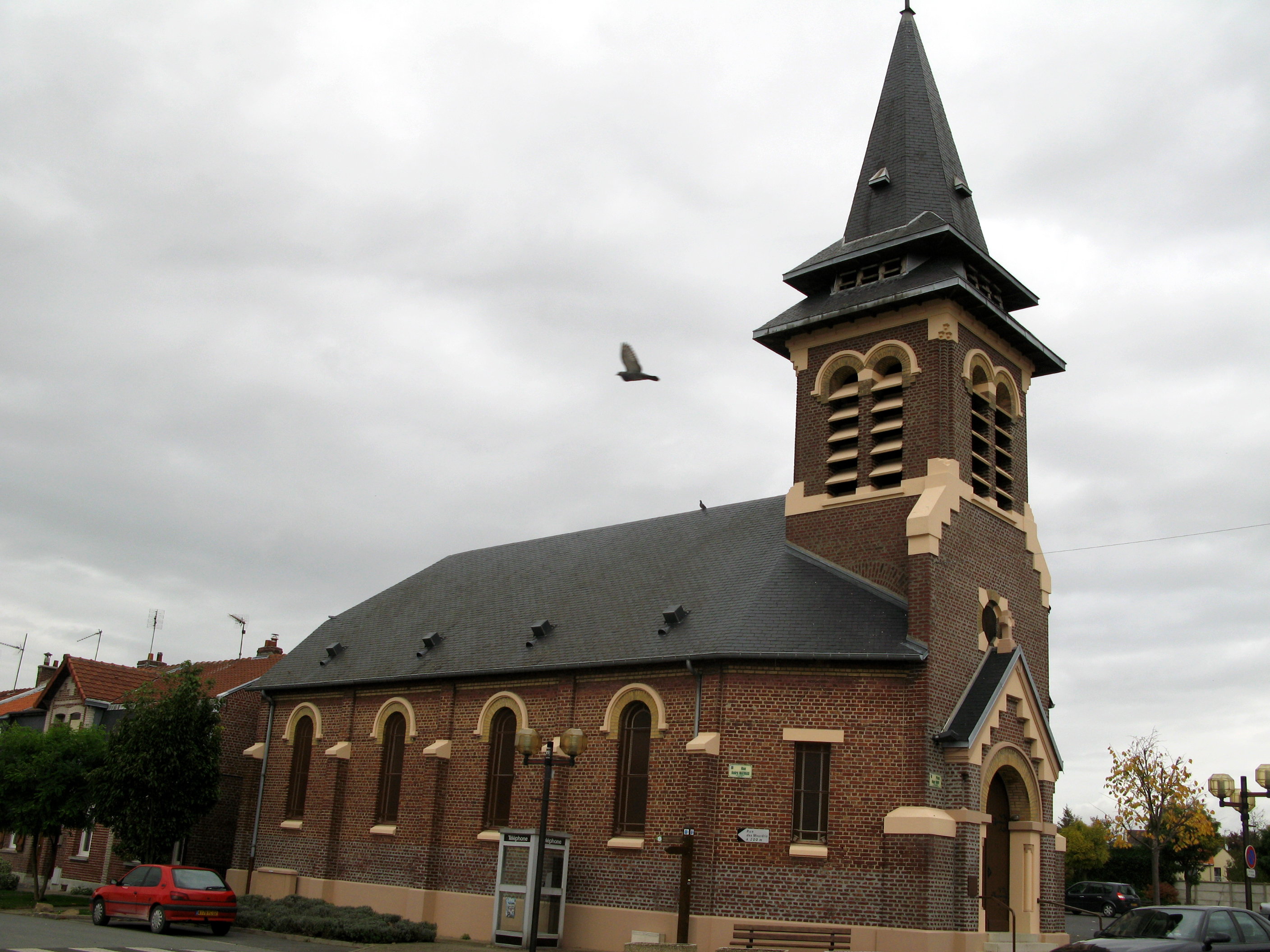
Église Saint-Médard.
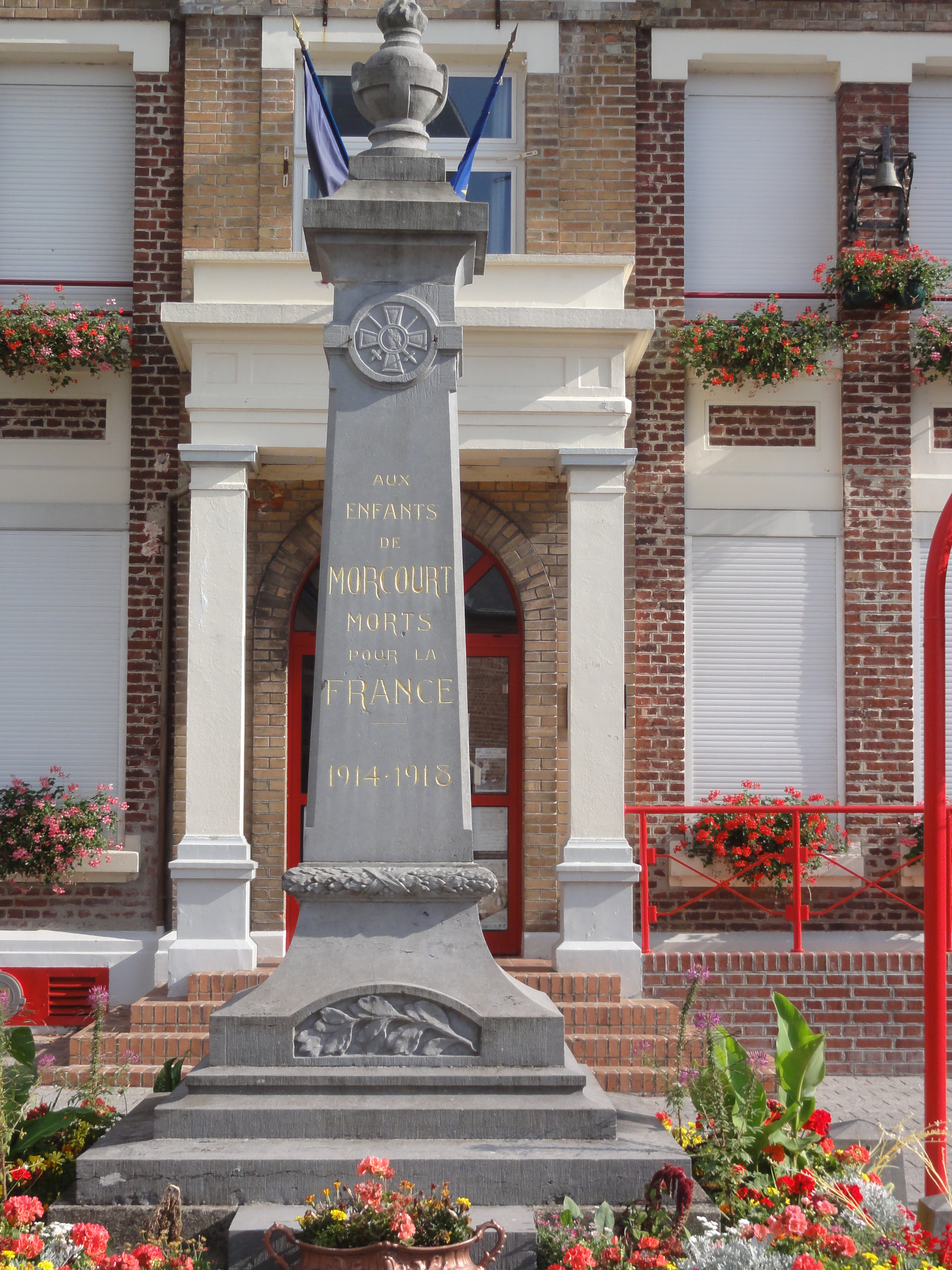
Monument aux morts.
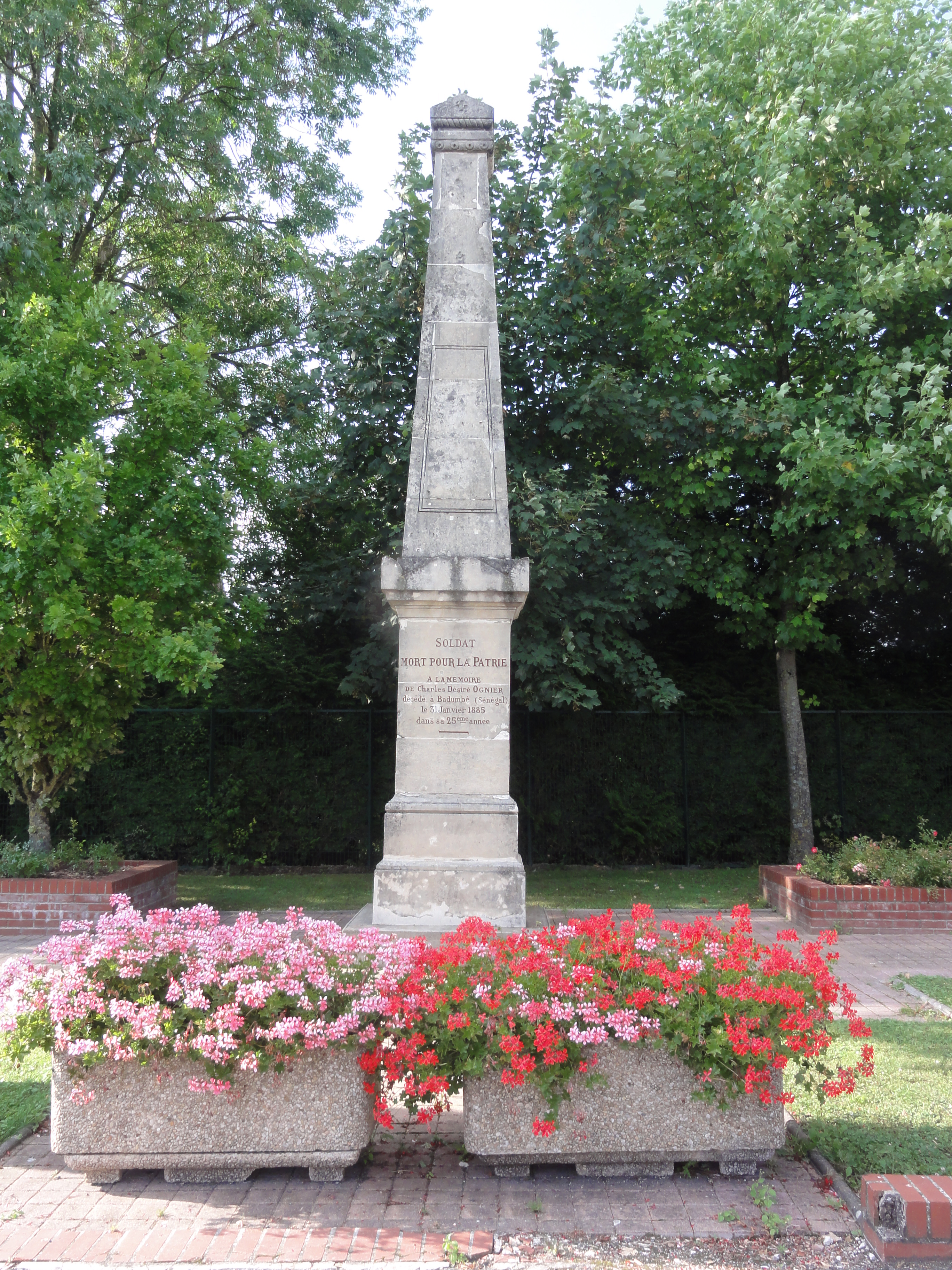
Stèle soldat mort au Sénégal 1885.

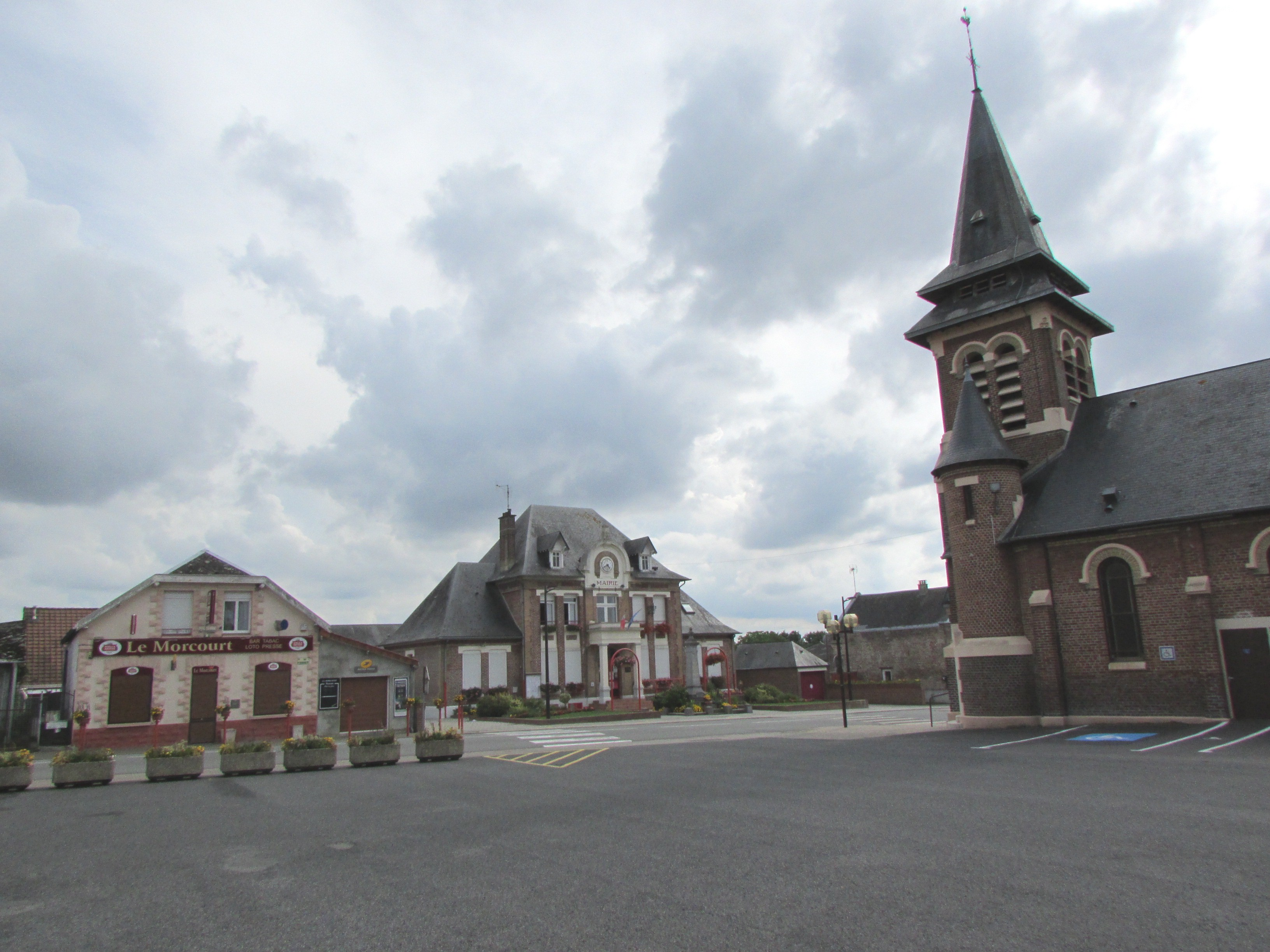
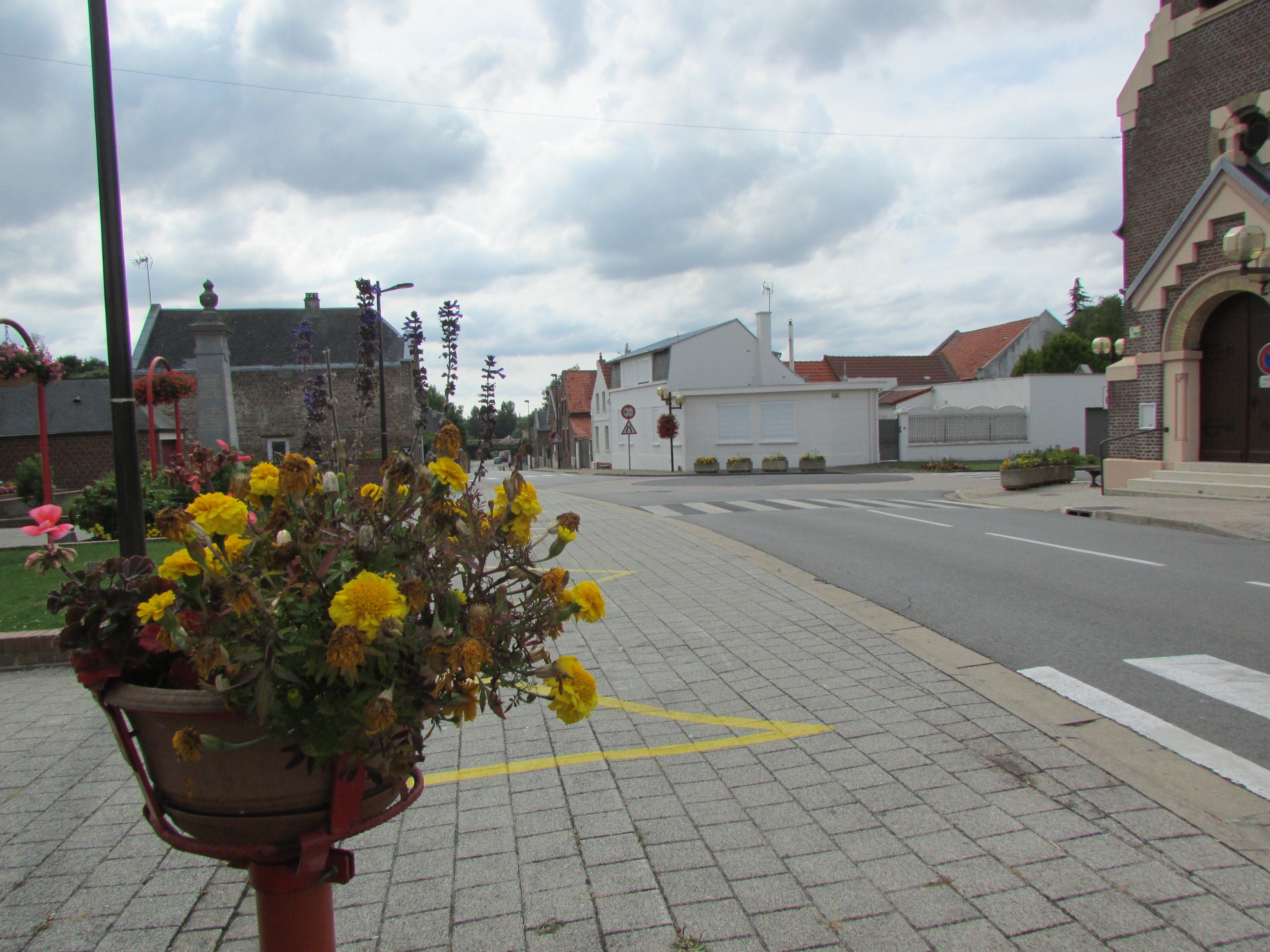
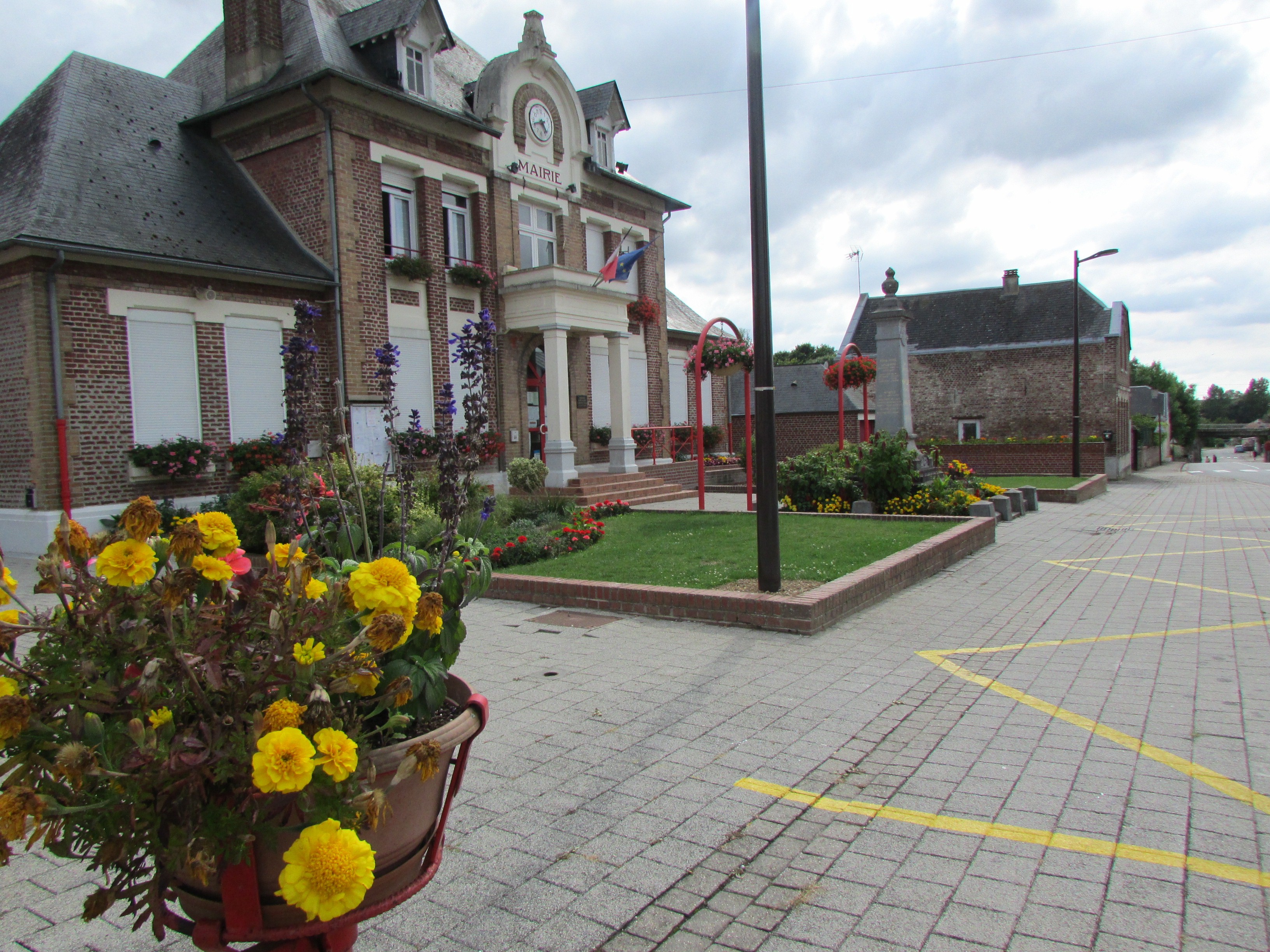
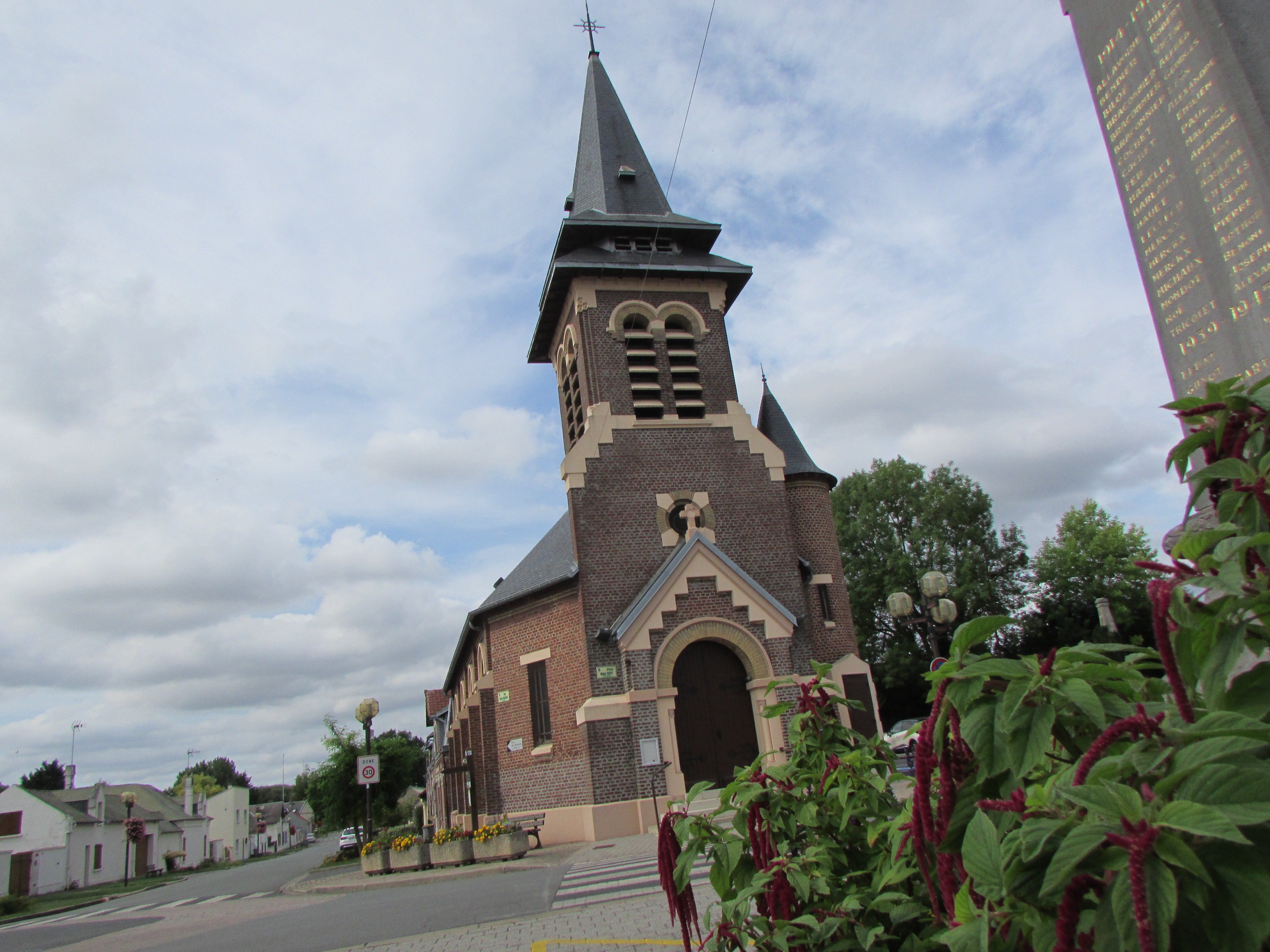
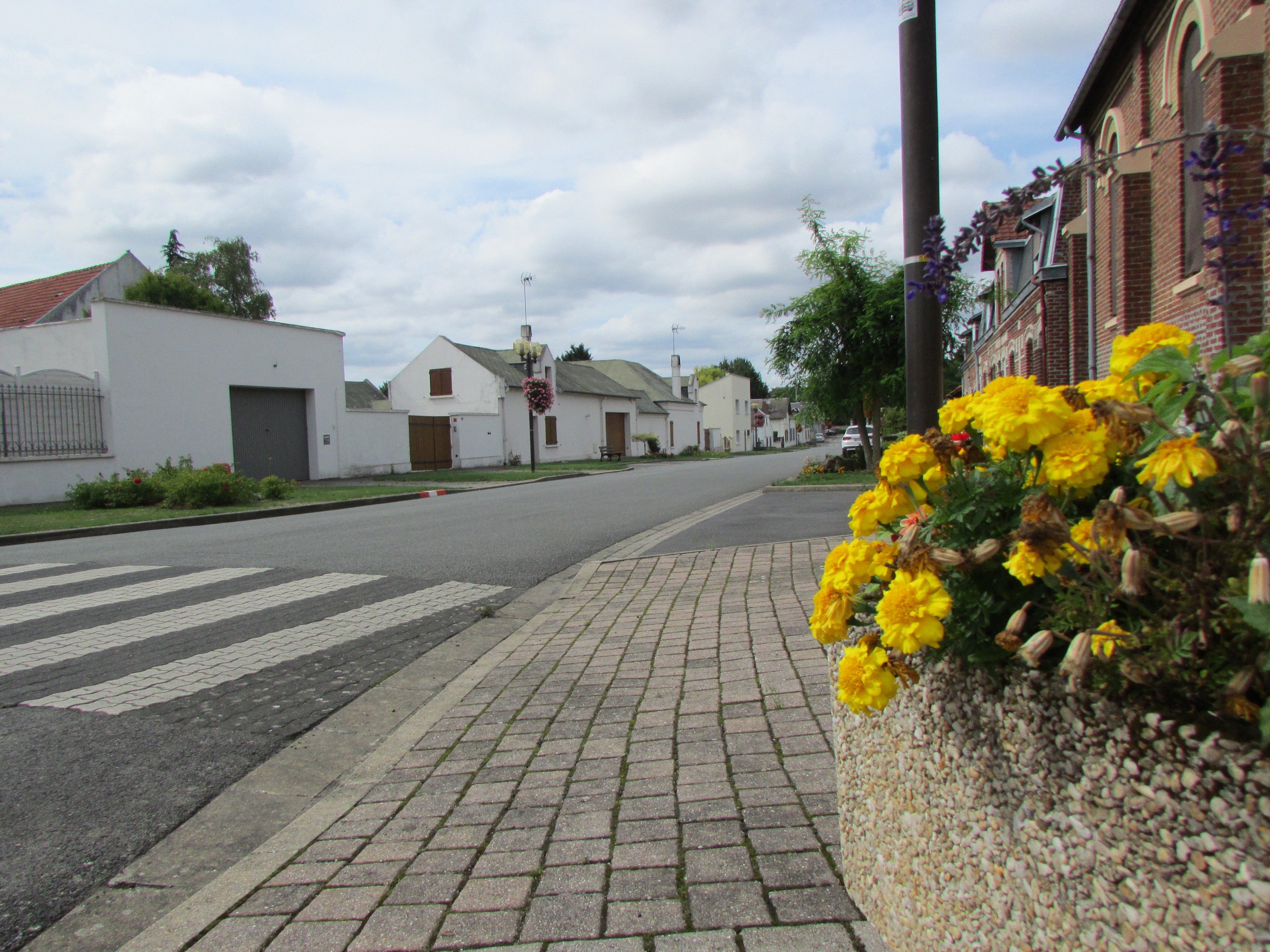
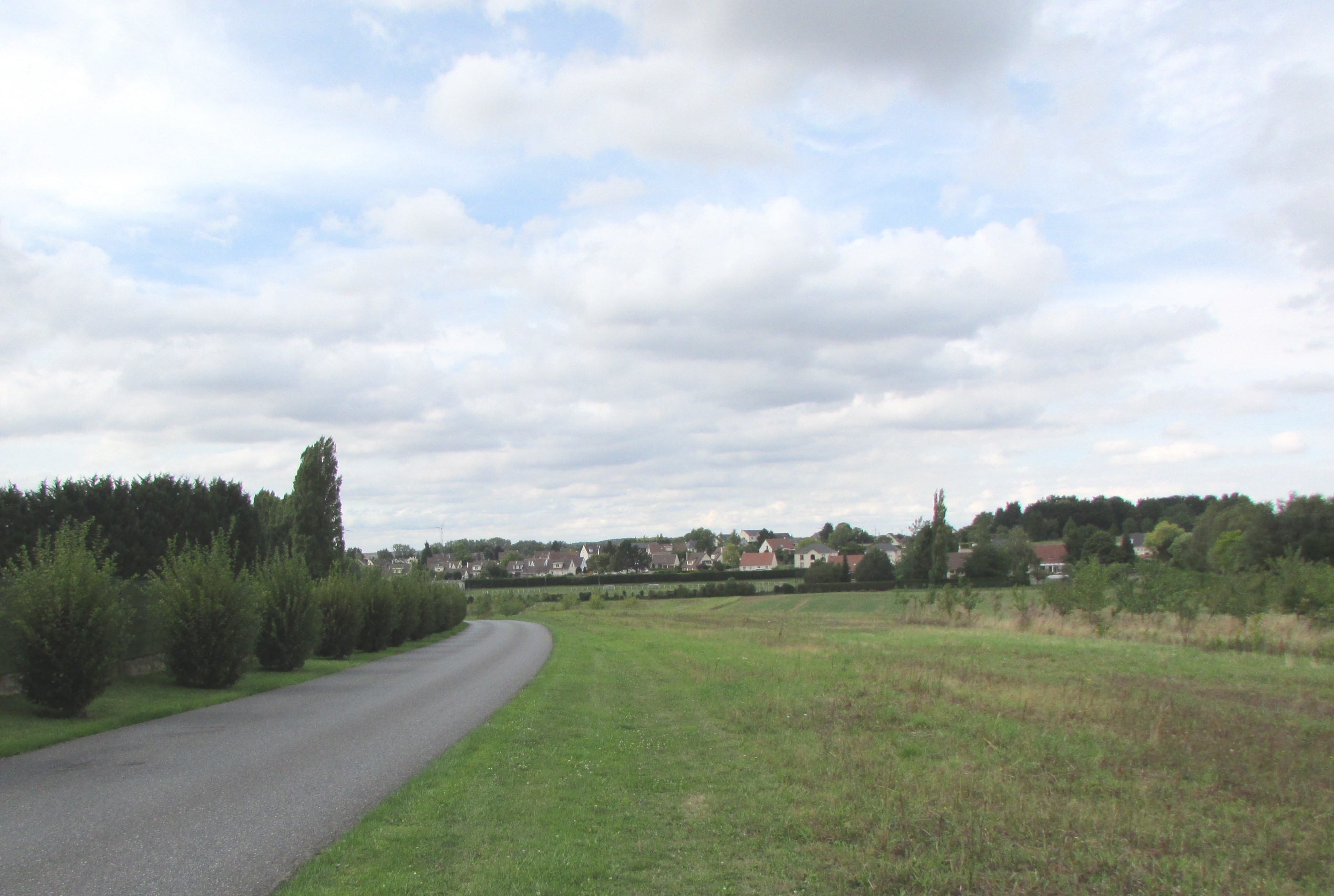

### Personnalités liées à la commune
- Calixte de La Place né à Morcourt (Aisne) en 1729, député de Péronne à l'Assemblée Nationale en 1789[43].
- Louis Brassart-Mariage (1875-1933), architecte de l'église.
- Pierre Ernest Fernand Choquart (23 novembre 1904 à Neuilly-sur-Seine -  18 avril 1972 à Morcourt), fondateur  L'Aisne nouvelle[44].